# Geoffrey Chaucer
 "Chaucer" omdirigeres hertil. For månekrateret af samme navn, se Chaucer (månekrater).
Geoffrey Chaucer (født ca. 1343, død 25. oktober 1400[kilde mangler]) var både engelsk forfatter, digter, filosof, hofmand og diplomat. Selv om han skrev flere digtsamlinger, er han i dag mest husket for sit (ufuldendte) værk, Canterbury-fortællingerne (Canterbury Tales), et frodigt og mangesidet værk som minder om Boccaccios  Decameron, der som Chaucers fortællinger er bundet sammen af en rammehistorie. 
Chaucer bliver kaldt for den ”engelske litteraturs fader” og bliver rost for at være den første forfatter, som viste, at det folkelige engelske sprog, såkaldt middelengelsk, kunne bruges i kunstneriske sammenhænge, på en tid hvor hoflitteraturen blev skrevet på fransk-normannisk eller latin. Selv om han i to perioder levede i unåde, var han i størsteparten af livet nært knyttet til den politiske magt i England.
Geoffrey Chaucers stil og teknik blev efterlignet i århundrederne efter hans død; fx lånte William Shakespeare handlingen til sit drama Troilus og Kressida (1601) fra Chaucer, mens John Dryden og Alexander Pope moderniserede flere af hans fortællinger, så de passede til deres egen tid.

## Biografi

### Baggrund
Traditionelt angives Chaucers fødsel til 1343 i London, men nøjagtig dato og fødested kendes ikke med sikkerhed. Hans far og bedstefar var begge vinhandlere i London, og familien havde i mange generationer før dem været handelsmænd i Ipswich. Efternavn er afledt af det franske ord chausseur som betyder skomager, hvilket tyder på at familien var franske indvandrere . I 1324 blev hans far, John Chaucer, kidnappet af hans tante som dermed håbede at få hans tyve år gamle søn til at gifte sig med hendes egen datter i et forsøg på at beholde familiens ejendomme i Ipswich. Tanten blev som straf sat i fængsel og blev idømt en bod på £250, hvilket tyder på at familien hørte til i den øverste del af den velstående øvre middelklasse. John blev i stedet for sin kusine gift med Agnes Copton. Hun arvede i 1349 flere ejendomme blandt andet 24 butikker i London fra sin onkel, Hamo de Copton, der var ”moneyer” (møntmester) i Tower of London.
Der kendes ingen detaljer om Chaucers første år og uddannelse, men sammenlignet med samtidige lyrikere, William Langland og den ukendte Pearl Poet, er hans liv dog godt dokumenteret, og vi kender op imod femhundrede dokumenter, som vidner om hans liv og karriere. Ud fra hans værker synes det oplagt, at han kunne læse både fransk, italiensk og latin.
Første gang Chaucer nævnes i en kilde er i 1357, nemlig i Elizabeth de Burghs husholdningsregnskaber, da han pga sin fars forbindelser var blevet ansat som hertugindens page. Siden fik han også en stilling som diplomat og hofmand ved siden af sit arbejde med indsamling og katalogisering af skrot for kongen. I 1359 i begyndelsen af Hundredeårskrigen invaderede kong Edvard III Frankrig og Chaucer rejste med den engelske hær i selskab med Lionel af Antwerpen, den 1. hertug af Clarence, Edvard III's anden søn og Elizabeths ægtemand. I 1360 blev Chaucer taget til fange under belejringen af Reims og holdt som krigsfange. Han må være blevet betragtet som en værdifuld støtte, for kongen og hans venner løskøbte ham for en stor sum. Han blev derefter for en tid kendt som ”Fangen”.

### I kongens tjeneste
Herefter er detaljerne om hans liv usikre, men det ser ud til at han rejste rundt i Frankrig, Spanien og Flandern, muligvis som en diplomat, og måske tog han ligefrem på pilgrimsrejse til Santiago de Compostela i Spanien. Omkring 1366 giftede han sig med Philippa (de) Roet. Hun var hofdame (lady-in-waiting) hos Edvard III’s dronning Filippa af Hainault, søster til Katherine Swynford, som senere omkring 1396, blev gift med Chaucers ven og velynder, John af Gaunt, (Edvard III's tredje overlevende søn). Det er uklart, hvor mange børn Chaucer og Philippa fik, men tre eller fire nævnes. Hans søn Thomas Chaucer fik en glansfuld karriere som førstehovmester for fire konger, var udsending i Frankrig og formand for Underhuset. Thomas barnebarns søn, John de la Pole, jarl af Lincoln, var arving til den engelske trone, udpeget af Rikard III af England, der faldt i slaget ved Stoke Field i 1487. Af Geoffreys andre børn blev Elizabeth Chaucy nonne og Agnes deltog ved kroningen af Henrik IV af England. Chaucer havde muligvis endnu en søn, Lewis Chaucer.
Chaucer studerede muligvis jura ved Inner Temple (en Inn of Court). Det er noteret, at han blev medlem af Edvard IIIs hof som kammertjener (valet), livgarde (yeoman) og den 20. juni 1367 herre (esquire); en position som kan dække over flere typer hverv. Han rejste flere gange – nogle gange i sin egenskab af kammertjener; i 1368 kan han have været til stede ved brylluppet mellem Lionel af Antwerpen og Violante, datter af Galeazzo II Visconti i Milano. To af samtidens lærde forfattere var til stede ved den begivenhed, nemlig Jean Froissart og Francesco Petrarca. Det formodes at Chaucer allerede selv var forfatter og havde skrevet Hertugindens bog (The Book of the Duchess) til ære for Blanche af Lancaster, John af Gaunts afdøde hustru. Bogen var et fortællende digt i form af en drømmevision.
Chaucer rejste også på felttog til Picardiet i det nordlige Frankrig. Senere besøgte han også Genova og Firenze i 1373. Det menes, at han i Italien kom i kontakt med middelalderens italienske poesi og dermed er blevet inspireret til de litterære genrer og fortællinger, som han senere brugte. Det er muligt at han mødte Boccaccio og Petrarca. Måske var det selvesteDante, som inspirerede Chaucer til at bruge sit modersmål i digtningen.
Senere i 1377 foretog han en mystisk rejse; de samtidige optegnelser virker selvmodsigende i detaljerne. Senere dokumenter antyder, at han var med i en delegation med den franske kronikør Jean Froissart for at arrangere et ægteskab mellem den senere Rikard II og en fransk prinsesse, et arrangement som skulle afslutte hundreårskrigen. Hvis det var hensigten med rejsen, så var den dog forgæves, for noget ægteskab kom aldrig i stand.
I 1378 sendte Rikard II Chaucer ud på en hemmelig mission til Visconti og til Sir John Hawkwood, en engelsk lejesoldat, i Milano. Det er Hawkwood som Chaucer baserede ”Ridderen” på i Canterbury-fortællingerne; beskrivelsen af hans dragt og fremtoning viser, hvordan en lejesoldat så ud i 1300-tallet.
Det er en mulig indikation af, at han som forfatter blev anerkendt ved hoffet, at kong Edvard III bevilgede ham en gallon (4,5 liter) vin daglig i resten af livet for en uspecificeret opgave. Det var en usædvanlig belønning, der blev givet på den festdag, St. Georgsdagen (23. april) 1374, hvor kunstneriske præstationer traditionelt blev belønnet. Det antages derfor, at kongen belønnede et af Chaucers digte. Det kan så igen betyde, at han var forløber for senere tiders poet laureate, dvs. hofdigtere. Chaucer fortsatte med at modtage sit vederlag i flydende form indtil Rikard II kom til magten, men den 18. april 1378 blev det ændret til et legat i rede penge. 
Chaucer fik i 1374 arbejdet som overordnet toldkontrollør af uldhandlen ved Londons havn; han bestred det i hele 12 år. De følgende ti år er hans liv vanskeligt at dokumentere, men antagelig skrev han (eller påbegyndte at skrive) sit mest berømte værk i løbet af denne periode. Han blev nævnt i en række juridiske papirer den 4. maj 1380, som viser at han var involveret i en sag om en ’’raptus’’ af eller med Cecilia Chaumpaigne. Hvad der menes med raptus er usikkert. Måske et tvunget ægteskab.
Striden blev løst ved, at Chaucer hurtigt betalte en sum penge, og tvisten syntes ikke at have ændret noget ved Chaucers omdømme. 
Det vides ikke, om Chaucer opholdt sig i London ved bondeoprøret i 1381.

### Begyndelsen påCanterbury-fortællingerne
Mens han arbejdede som kontrollør, lader det til han flyttede til Kent som fredsdommer for området, da en fransk invasion ikke var usandsynlig. Han påbegyndte muligvis arbejdet med Canterbury-fortællingerne i begyndelsen af 1380'erne; ’’Pilgrimmenes vej’’, som hans fiktive personer rejser ad til katedralen i Canterbury, går netop gennem Kent. 
Han blev også parlamentsmedlem for Kent i 1386. Efter denne dato findes der ingen referencer til hans Philippa, og hun døde antagelig i 1387. Chaucer overlevede de politiske uroligheder som fulgte ’’lords appellant’’, en gruppe mægtige hertugers og jarlers appel til kong Rikard II, om at følge lovene. 
Chaucer kendte flere af de højadelige oprørere, der senere blev henrettet.
Den 12. juli 1389 blev Chaucer udpeget som skriver for kongens bygningsinspektør, der skulle organisere kongens byggeprojekter. Der blev dog ikke påbegyndt betydelige arbejder i hans tid, men han ledede reparationerne af Westminster Palace, St. George's Chapel ved Windsor og det fortsatte byggeri af kajanlæggene ved Tower of London, samt tribunerne til en turnering, som blev holdt i 1390. Dette arbejde fik han en høj betaling for: to shilling om dagen, mere end tre gange så meget som hans løn som kontrollør. I september 1390 fortæller optegnelser, at han ved dette arbejde blev udsat for et røverisk overfald, hvorunder han muligvis blev såret.Den 22. juni, begyndte han som stedfortrædende forstmester for den kongelige skov i North Petherton i Somerset. Denne stilling indebar meget vedligeholdsarbejde, og var ikke uden muligheder for indtægter. Det er antaget, at han stoppede med at skrive på Canterbury-fortællingerne i slutningen af dette tiår.

### Chaucer dør
Kort tid efter at hans velynder Rikard II blev styrtet i 1399 forsvandt Chaucer ud af de historiske optegnelser, og det antages at han døde den 25. oktober 1400. Kilden til datoen er indskriften på hans gravsten, der blev rejst mere end hundrede år efter hans død. Det findes dog nogle fantasifulde spekulationer om, at han blev myrdet af Rikard II’s fjender eller ligefrem på ordre af hans efterfølger Henrik IV; han efterlod sig intet testamente og var antagelig kritisk over for den katolske kirke.
Den nye konge, Henrik IV, havde dog fornyet de bevillinger som Rikard II havde givet Chaucer, men i Chaucers klage til sin pengepung (The Complaint of Chaucer to his Purse) antyder han, at pengene ikke blev udbetalt. Sidste gang Chaucer bliver nævnt i de historiske optegnelser er den 5. juni 1400, da en gæld blev betalt. Chaucer blev gravlagt i Westminster Abbey i London; det var både hans ret i henhold til hans stilling, og fordi han siden 24. december 1399 havde boet til leje i et hus i nærheden. I 1556 blev hans jordiske rester overført til en mere prangende grav, og Geoffrey Chaucer blev den første forfatter, som blev æret i det område som i dag er kendt som Poets' Corner i kirken.

## Værker
Chaucers første betydelige værk, Hertugindens bog, var en elegi (klagesang) for Blanche af Lancaster (som døde i 1369). Det er muligt at dette digterværk var bestilt af hendes ægtemand John af Gaunt eftersom han skænkede Chaucer en livrente på £10 den 13. juni 1374. Hvis det er korrekt, kan det tidsfæste dette digt til årene mellem 1369 og 1374. 
To andre tidlige værker af Chaucer var Anelida og Arcite, og Berømmelsens hus (House of Fame). Chaucer skrev mange af sine vigtigste værker mens han arbejdede som toldkontrollør i London fra 1374 til 1386. Hans Fuglenes parlament (Parlement of Foules) er skrevet i fransk tradition og er et allegorisk digt, hvori ørnen er den aristokratiske og høviske fugl, støttet af falken, mens de laverestående fugle latterliggør dem ud fra forskellige motiver.
Legenden om gode kvinder (Legend of Good Women) og Troilus og Criseyde er to andre fra samme periode. Det sidste er et langt og fuldendt digt, som beretter den tragiske fortælling om den trojanske helt, ’’Troilus’’ og hans troløse elskede. Den var tidligere fortalt af andre af middelalderens forfattere, og Chaucers version er en fri bearbejdelse af Boccaccios Filostrato. Chaucer udmærkede sig med skarpe psykologiske karakterskildringer og gav afkald på allegoriens overfladiske leg. Mange har vurderet dette værk lige så højt som det langt mere kendte, Canterbury-fortællingerne.[kilde mangler]
I Canterbury-fortællingerne, forflytter Chaucer sit tema fra eventyrverden og til engelsk jord. Det er en samling af fortællinger fortalt af en gruppe fiktive pilgrimme på deres årlige rejse til Canterbury-katedralen. Da de tilfældigvis mødes på et værtshus bliver de enige om at underholde hinanden med historier, to hver på vejen til katedralen og to til på vejen tilbage. Det ville i alt have givet 120 fortællinger, men selv om Chaucer skrev på værket i flere år, blev det kun til 24.
Canterbury-fortællingerne står i kontrast til det meste anden litteratur fra samme periode pga. dens realisme, mangfoldigheden i historierne som pilgrimmene fortæller og de meget varierede typer, som er beskrevet i pilgrimsrejsen. Mange af pilgrimmenes historier synes også at være tilpasset til deres  personlighed og sociale ståsted. Ridderen fortæller en høvisk roman, abbedissen en helgenlegende, den fulde møller en grovkornet historie, og dermed er de fleste af middelalderens litterære genrer repræsenteret i fortællingen.[kilde mangler]
Moderne kritikere har dog hævdet, at portrætterne ikke er individuelle, men i stedet er sociale portrætter af klasserne og stænderne i datidens samfund, og at hensigten med historien var at lave social satire.[kilde mangler] Andre har hævdet, at Chaucers udviser stor indsigt i menneskets psykologi og at han har sympati for de menneskelige svagheder, ligesom William Shakespeare, hvilket gjorde det muligt for ham at undgå samtidens konventioner. Mens Dantes rejse i Den guddommelige komedie ender i guddommelig renselse, lærer Chaucers pilgrimme om de menneskelige svagheder, skønt han ikke udelukker at en pilgrimsrejse kan ende i velsignelse.[kilde mangler]
Chaucers persongalleri var delvist baseret på virkelige personer: værtshusholderens navn stammede fra en samtidig værtshusholder i Southwark, og der er også blevet foreslået flere identiteter til Enken fra Bath, Handelsmanden og Studenten. De mange hverv som Chaucer selv havde i middelalderens samfund – page, soldat, diplomat, kammertjener, bureaukrat, opsynsmand og administrator – havde også gjort det muligt for ham at trække på sine egne erfaringer med mennesker, han selv havde mødt og skrive dem ind i fortællingen. Han kunne gengive deres måde at tale på og satirisere over deres væremåde i et værk, som hurtigt skulle blive populærlitteratur og formdannende for senere tiders litterære skildringer af den type mennesker. Chaucer lader meget være usagt og bruger underdrivelse understatement, og derfor er ironien bidende. Selv om flere af episoderne er brugt af andre, er det måden Chaucer fortæller dem på, der gør ham til noget særligt i samtidens England, i et århundrede hvor det litterære liv nærmet var helt udtørret. 
Han er anerkendt som den første engelske forfatter af verdensformat.[kilde mangler]
Chaucers værker bliver ofte grupperet i først en fransk periode, og derefter en |italiensk periode og til slut en engelsk periode, alt efter hvor Chaucer finder inspiration. Troilus og Criseyde er fx fra den midterste periode, med dens afhængighed af den italienske lyriks former, som ikke var velkendt i England på den tid, men som han sandsynligvis selv var blevet bekendt med under sine hyppige rejser til udlandet. Dertil kommer dets brug af klassiske og antikke temaer og dets udpenslede, høviske sprog. I Troilus og Criseyde genbruger Chaucer mange elementer fra Giovanni Boccaccio og den latinske filosof Boëthius fra 500-tallet. Men det er  Canterbury fortællingerne, med deres liderlighed og humor, som fastslog Chaucers berømmelse.[kilde mangler]
Chaucer oversatte en række vigtige middelalderlige værker som fx Boëthius’ Filosofiens trøst og Roseromancen eller Roseromanen af Guillaume de Lorris (senere udvidet og fuldført af Jean de Meun).  Flere forskere mener, at det slet ikke var Chaucer, der lavede denne oversættelse, da mange af hans øvrige oversættelser kun er frit baseret på deres forlæg, og at han var en meget særpræget lyriker med en meget personlig stil og teknik.[kilde mangler]
Det er som oversætter Chaucer modtager sin første lovprisning fra kritikerne. Eustache Deschamps skrev en ballade om den store oversætter og kaldte sig selv for en ’’brændenælde Chaucers poetiske have’’. I 1385 gav Thomas Usk Chaucer en strålende omtale, og John Gower, Chaucers fremmeste samtidige rival indenfor poesien, lovpriste ham også, skønt denne ros senere blev fjernet fra Gowers egen Confessio Amantis. Det er antydet, at det skete på grund af en konflikt mellem dem, men redigeringen kan lige så vel være sket af stilistiske årsager.[kilde mangler]
Et andet betydningsfuldt værk er hans Afhandling om astrolabet (A Treatise on the Astrolabe).Det blev muligvis skrevet til hans egen søn. Det beskriver i detaljer udformningen og brugen af det astronomiske instrument astrolabium (af astro-, stjerne, og labe, at tage). Selv om store dele af teksten kan stamme fra andre kilder, indikerer afhandlingen at Chaucer, ved siden af sine litterære talenter, også var bevandret indenfor naturvidenskaberne. Endnu et videnskabeligt værk blev opdaget i 1952,Planetens ækvator (Equatorie of the Planetis). Sprog og håndskrift ligner Afhandling om astrolabet og kan muligvis være skrevet af ham.[kilde mangler]

## Indflydelse

### Lingvistisk
Chaucer skrev i et kontinentalt syllabisk (stavelsesdannende) versemål, en stil som havde opstod i midten af 1100-tallet som et slags alternativ til den angelsaksiske poesi, som var uden stavrim. Chaucer er fx kendt for metriske nyskabelser hvor han opfandt høviske rim, ’’rhyme royal’’, og han var en af de første engelske digtere, som benyttede jambisk pentameter i sin digtning. Disse femfodvers i couplet (versepar) på rim optrådte første gang i Legenden om gode kvinder og blev hyppigt brugt i mange af hans senere værker.[kilde mangler] I årene derefter blev det en af de almindeligste poetiske former i engelsk litteratur. Hans indflydelse som satiriker er ligeså vigtig. Første gang han gør humoristisk brug af lokaldialekt er i den tredje historie i Canterbury-fortællingerne, (The Reeve's Tale).
Chaucers poesi har, sammen med andre forfatteres fra samme periode, fået æren af at standardisere sproget i middelalderens engelsk ud fra en kombination af dialekter fra Kent, London og Midlands. Det er sandsynligvis en overvurdering; påvirkningen fra hoffet, kancelliet og bureaukratiet, som Chaucer selv var en del af, havde også en betydelig indvirkning på udviklingen af standardengelsk.[kilde mangler] At moderne engelsk har fjernet sig fra Chaucers sprog skyldes de ændringer af vokalerne, som fandt sted efter hans død. I perioden mellem Chauchers tid og Tudortiden gennemgik det engelske sprog en række ændringer: mange ord fik færre stavelser, og betoning og tryk flyttede sig.[kilde mangler]
Disse udtaleændringer betyder, at Chaucer er vanskelig for moderne læsere. Man har anført, at udtalen af middelengelsk har lydt som moderne skotsk-engelsk. Betydningen af endelsen –e i Chaucers verslinjer er fx stadig usikker: det virker som om at denne endelse var gået af brug i daglig tale allerede på Chaucers tid, og at den litterære form var et levn tidligere former. Chaucers verseopbygning antyder, at endelsen –e nogen gange er blevet udtalt og andre gange har været stum.  
Bortset fra den uregelmæssige stavning er det meste af ordforrådet stadig genkendeligt for moderne englændere. I Oxford English Dictionary er Chaucer mange gange nævnt som den første forfatter, som brugte et ord. Disse ord blev utvivlsomt brugt af mange andre i hans samtid, men Chaucer havde øre for dagligsproget og dialekterne og er den tidligste skriftlige kilde til dem. Blandt de ord som starter med a og som han bruger for første gang er acceptable, alkali, altercation, amble, angrily, annex, annoyance, approaching, arbitration, armless, army, arrogant, arsenic, arc, artillery og aspect.

### Litterært
Chaucers tidlige popularitet og berømmelse er dokumenteret gennem de mange lyrikere, som efterlignede hans værker. John Lydgate var en af de første imitatore, og han skrev en fortsættelse af Canterbury-fortællingerne. Senere opstod en gruppe lyrikere som blandt andet bestod af Gavin Douglas, William Dunbar og Robert Henryson, der blev kendt som de de skotske chaucerianerne – og som stod i stor gæld til hans stil. 
Forfattere fra 1600- og 1700-tallet, fx John Dryden beundrede Chaucers historier, men var ikke begejstrede for hans rytme og rim. Grunden var, at meget få på det tidspunkt kunne læse middelengelsk, og at teksten nu fandtes i så mange forskellige og dårlige udgaver pga. trykkeriernes arbejdsmåde Canterbury-fortællingerne var den første bog som blev trykt i England. Bogtrykkeren var William Caxton (ca 1415~1422 – ca 1492).
Mange af de bevarede manuskripter med Chaucers tekster indeholder også tekster fra beundrende efterfølgere. Det betød, at den romantiske periodens digtere ofte ikke vidste hvilke af Chaucers værker, der var ægte og hvilke der ikke var det. 
Det var først mod slutningen af 1800-tallet, at der blev udarbejdet en officiel kanon for Chaucers værker, først og fremmest på grundlag af det arbejde  filologen Walter William Skeat havde udført. 

### Chaucers engelske sprog
Selv om Chaucers sprog er meget tættere moderne engelsk end fx teksten i Beowulf, er det blevet moderniseret i de fleste udgivelser. Det følgende er et eksempel fra prologen til Summoner's Tale hvor Chaucers tekst kan sammenlignes med en moderne oversættelse:
| Tekst | original                                     | Oversættelse                                       |
|       | This frere bosteth that he knoweth helle,    | This friar boasts that he knows hell,              |
|       | And God it woot, that it is litel wonder;    | And God knows that it is little wonder;            |
|       | Freres and feendes been but lyte asonder.    | Friars and fiends are seldom far apart.            |
|       | For, pardee, ye han ofte tyme herd telle     | For, by God, you have ofttimes heard tell          |
|       | How that a frere ravyshed was to helle       | How a ravished friar went to hell                  |
|       | In spirit ones by a visioun;                 | In spirit, once by a vision;                       |
|       | And as an angel ladde hym up and doun,       | And as an angel led him up and down,               |
|       | To shewen hym the peynes that the were,      | To show him the pains that were there,             |
|       | In al the place saugh he nat a frere;        | In the whole place he saw not one friar;           |
|       | Of oother folk he saugh ynowe in wo.         | He saw enough of other folk in woe.                |
|       | Unto this angel spak the frere tho:          | To the angel spoke the friar thus:                 |
|       | Now, sire, quod he, han freres swich a grace | «Now sir», said he, «Are friars in such good grace |
|       | That noon of hem shal come to this place?    | That none of them come to this place?»             |
|       | Yis, quod this aungel, many a millioun!      | «Yes,» answered the angel, «many a million!»       |
|       | And unto sathanas he ladde hym doun.         | And the angel led him down to Satan.               |
|       | --And now hath sathanas,--seith he,--a tayl  | He said, «And Satan has a tail,                    |
|       | Brodder than of a carryk is the sayl.        | Broader than a large ship's sail.                  |
|       | Hold up thy tayl, thou sathanas!--quod he;   | Hold up your tail, Satan!» he ordered.             |
|       | --shewe forth thyn ers, and lat the frere se | «Show your arse, and let the friar see             |
|       | Where is the nest of freres in this place!-- | Where the nest of friars is in this place!»        |
|       | And er that half a furlong wey of space,     | And before half a furlong of space,                |
|       | Right so as bees out swarmen from an hyve,   | Just as bees swarm from a hive,                    |
|       | Out of the develes ers ther gonne dryve      | Out of the devil's arse there drove                |
|       | Twenty thousand freres on a route,           | Twenty thousand friars on a route,                 |
|       | And thurghout helle swarmed al aboute,       | And they swarmed all over hell,                    |
|       | And comen agayn as faste as they may gon,    | And came again as fast as they had gone,           |
|       | And in his ers they crepten everychon.       | And every one crept back into his arse.            |
|       | He clapte his tayl agayn and lay ful stille. | He clapped his tail again and lay very still.      |

## Historiske udgivelser

### Manuskripter
Geoffrey Chaucer levede i tiden før bogtrykkerkunsten blev udbredt i Europa. Han tjente ikke penge på sine værker, det var kun afskriverne (kopistene) som gjorde. Skrivningen var desuden kun det halve arbejde; middelalderens forfattere var nemlig ikke alene rimsmede, de var også kunstnere i underholdningsbranchen. Der var  kun et meget lille marked for bøger og kun få kunne læse, så alt hvad forfatteren skrev skulle i virkeligheden bruges til højtlæsning, og derfor var udtale, tryk og pause vigtige elementer i forfatterens tekst.
Allerede i 1400 bestod Chaucers læserkreds ved hoffet medlemmer af den nu voksende gruppe af læse- og skrivekyndige fra middel- og købmandsklassen, hvoraf mange desuden sympatiserede med lollardismen Den betragtede Chaucer som en af sine egne, specielt pga. hans satirer om præster og religion. Der ville sandsynligvis ikke være bevaret så mange manuskripter til vore dage, hvis denne gruppe ikke havde skabt så stor en efterspørgsel efter dem.

### Trykte bøger
Senere blev Chaucer fremstillet på flere måder. 
På den ene side var han hofmand og kongens mand, en international humanist som var godt hjemme i klassikerne og den eropæiske kultur. 
På den andre side blev han fremstillet som en mand af folket, satiriker og kritiker af kirken. Så på samme tid blev Chaucers værker elsket af både et højærværdigt og et jævnt publikum, fordi de kunne tolkes forskelligt af forskellige mennesker.
Folioudgaverne af Chaucers værker fra 1500-tallet var de første sædekorn i skabelsen af den engelske litteraturs ’’stamfar’’, som kunne regnes som støtte for både radikale og konservative; og læses alene for historiernes skyld. De kunne både repræsentere en folkelig reformation nedenfra og en hofkontrolleret reform ovenfra. 
I 1500-tallet og 1600-tallet blev der trykt og udgivet flere værker af Chaucer end af nogen anden engelsk forfatter, og han var den første forfatter, som fik sine værker samlet i storstilede enkeltbindsudgaver; en Chaucer-kanon var ved at blive dannet.
Richard Pynson, kongens bogtrykker i over tyve år, var den første, som samlede og solgte noget, der mindede om Chaucers samlede værker. De indeholdt dog også fem trykte tekster, som ikke var af Chaucer. Samlingen bestod faktisk af tre enkeltstående tekster eller samlinger af tekster, indbundet i et bind. Pynsons udgave fulgtes af William Thynnes seks år senere. Thynne havde haft heldet med sig fra 1520’erne] til sin død i 1546, da han var mester for den kongelige husholdning. Hans udgave af Chaucers værker fra 1532 og 1542 var det første betydelige bidrag til den bredt accepterede Chaucer-kanon. Kongen havde støttet Thynnes udgave og blev derfor blev æret i forordet af Sir Brian Tuke. Thynnes kanon betød, at antallet af apokryfe (tvivlsomme) chaucertekster voksede til 28.
En betydningsfuld følge af den voksende mængde apokryfe tekster er, at Chaucer kom til at fremstå som en protestant fra før Reformationen, specielt i Kærlighedstestamentet (Testament of Love) og Plovmandens fortælling (The Plowman's Tale). Eftersom disse Chaucer-tekster først blev erkendt som apokryfe i slutningen af 1800-tallet, fik de et fornyet liv, da engelske protestanter videreførte lollardismen ved at læse eksisterende tekster og forfattere, som de tolkede som støtter for deres sag. De første trykte udgaver af Chaucers værker blev således udgivet, så de fremtrådte som før-protestantiske, ligesom det skete med William Langland og Piers Plowman.[kilde mangler]
Den berømte Plovmandens fortælling blev først medtaget i Thynnes anden udgave fra 1542. Grunden til at den kom med var, at Thomas Usks Kærlighedstestamentet havde været med i den første udgave. Usk låner fra sin samtidige Chaucer og minder således om ham. På samme måde låner Plovmandens fortælling i høj grad fra Piers Plowman. Da det i Kærlighedstestamentet nævnes, at digtets forfatter tog del i et mislykket komplot (bog 1, kapitel 6), og at han blev fængslet og muligvis afkrævet en afsværgelse af kætteri, blev alt dette associeret med Chaucer. Usk blev henrettet som kætter og forræder i 1388. John Foxe tolkede denne afsværgning af kætteriet som et forsvar for den sande tro, og han kaldte derfor Chaucer en "sand Wiclevianer" og identificerede ham derpå fejlagtigt som en skolekammerat og nær ven af John Wycliffe ved Merton College på Universitet i Oxford. Der kendes ingen andre kilder til Kærlighedstestamentet end Thynnes udgave.
John Stow (1525-1605) var antikvar, oldtidssamler og krønikeskriver. Hans udgave af Chaucers værker fra 1561 øgede antallet af de apokryfe skrifter med mere end 50.  Endnu flere kom til i 1600-tallet og tilskrivelserne til Chaucer blev bibeholdt helt frem til 1810, længe efter at Thomas Tyrwhitt havde beskåret listen i sin udgave fra 1775 . 
Samling og trykning af Chaucers værker var fra begyndelsen en politisk affære, da hensigten i høj grad var at etablere en form for engelsk national identitet og historie, som kunne fungere som grundlag for Tudormonarkiet og Den anglikanske kirke. De skrifter, som blev tillagt Chaucer, var netop dem som fik ham til at ligne en repræsentant for det protestantiske England. [kilde mangler]
I 1598-udgaven af Chaucers værker gjorde redaktøren Thomas Speght (død 1621) god brug af Usks redegørelse for sine egne politiske intriger og fængsling i Kærlighedstestamentet, og han skrev derpå en stort set fiktiv biografi: ’’Vor Lærde Engelske Digters liv, Geoffrey Chaucer’’. Speghts ’’biografi’’ præsenterede læserne for en tidlig radikalist i en vanskelig tid, ganske lig deres egen, en før-protestant som til slut overgav sig til kongens syn på religion. [kilde mangler]
Speght er også kilden til den berømte historie om at Chaucer blev dømt for at have givet en franciskanermunk tæsk i Fleet Street, samt at han fik lavet et fiktivt våbenskjold og stamtræ. Ironisk nok og måske helt bevidst, indeholdt introduktionen i Speghts udgave fra Francis Beaumont, et undskyldende brev, der forsvarede de upassende, ’’lave’’ og uanstændige dele hos Chaucer ud fra et elitær og klassicistisk synspunkt. Francis Thynne noterede sig også nogle af disse modsigelser og insisterede på, at Chaucer absolut ikke stammede fra den borgerlige klasse, og at han havde benægtet munke-historien. Alligevel fremhæver Thynne, at Chaucer støttede de folkelige religiøse reformer og associerede Chaucers syn med sin far William Thynnes forsøg på at medtage Plovmandens fortælling og Pilgrimmens fortælling i 1532- og 1542-udgaverne.[kilde mangler]
Myten om den protestantiske Chaucer påvirkede fortsat store dele af hans læsere. Selv om det blandt moderne litteraturforskere kun hævdes, at Chaucer støttede en religiøs bevægelse, som lignede den, der opstod mere end et århundrede efter hans død, har de mange antagelser om hans religiøse tilhørsforhold betydet, at mange stadig tager det for givet at Chaucer i det mindste var modstander af katolicismen. Denne antagelsen glæder mange tilhængere af Chaucer, ikke mindst de nymarxistiske forskerne. [kilde mangler]

## Chaucers værker
De følgende betydelige værker er forsøgt anbragt i kronologisk orden. Rækkefølgen er dog usikker og i Chaucer-forskningen diskuteres stadig den præcise datering af de fleste af hans værker; den aktuelle kronologi er lavet ved en kritisk sammenligning af hans værker. [kilde mangler]
Længere værker:

- Oversættelsen af Roman de la Rose, muligvis bevaret som The Romaunt of the Rose
- Hertugindens bog (The Book of the Duchess)
- Berømmelsens hus (The House of Fame)
- Anelida og Arcite
- Fuglenes parlament (The Parliament of Fowls/Birds)
- Oversættelsen af Boëthius' Filosofiens trøst som ’’Boece’’
- Troilus og Criseyde
- Legenden om gode kvinder (The Legend of Good Women)
- Afhandling om astrolabet (Treatise on the Astrolabe)
- Canterbury-fortællingerne (The Canterbury Tales)

Korte digte:

- An ABC
- Chaucers Wordes unto Adam, His Owne Scriveyn
- The Complaint unto Pity
- The Complaint of Chaucer to his Purse
- The Complaint of Mars
- The Complaint of Venus
- A Complaint to His Lady
- The Former Age
- Fortune
- Gentilesse
- Lak of Stedfastnesse
- Lenvoy de Chaucer a Scogan
- Lenvoy de Chaucer a Bukton
- Proverbs
- To Rosemounde
- Truth
- Womanly Noblesse

Digte som er tillagt Chaucer på et tvivlsomt grundlag:

- Against Women Unconstant
- A Balade of Complaint
- Complaynt D'Amours
- Merciles Beaute
- The Visioner's Tale
- Planetens ækvator (Equatorie of the Planetis) – en løs og grov oversættelse fra et latinsk værk, som igen er afledt fra et arabisk værk med samme titel. Det er en beskrivelse af konstruktionen og brugen af det instrument som er kaldt et 'equatorium planetarum', og som blev brugt til at beregne planeternes astronomiske baner og positioner (i den epoke hvor man antog at solen kredsede om jorden). At den tilsvarende Afhandling om astrolabet betragtes som et ægte værk af Chaucer bliver sædvanligvis ikke betvivlet. Beviserne for at Chaucer skrev førstnævnte værk, diskuteres fortsat, og det er således ikke inkluderet i The Riverside Chaucer.

Værker som er nævnes af Chaucer selv, men som antagelig er gået tabt:

- Of the Wreched Engendrynge of Mankynde, muligvis en oversættelse af pave Innocent 3.s De miseria conditionis humanae
- Origenes upon the Maudeleyne
- The book of the Leoun – Løvens bog er nævnt i slutningen af Canterbury-fortællingerne.

Fiktive biografier og værker som plagierer eller er inspireret af Chaucer:

- Pilgrimmens fortælling (The Pilgrim's Tale) – skrevet i 1500-tallet med mange hentydninger til Chaucer.
- Plovmandens fortælling (The Plowman's Tale), også kendt som Plogmannens klage (The Complaint of the Ploughman) – en lollardistisk satire, som senere blev brugt af protestanter
- Pierce the Ploughman's Crede – en anden lollardistisk satire som også senere blev brugt som en protestantisk tekst.
- The Ploughman's Tale – teksten er hovedsageligt bygget på Thomas Hoccleves ’’Item de Beata Virgine’’
- ’’La Belle Dame Sans Merci’’ -- Richard Roos oversættelse af Alain Chartiers digt

et digt af *kærlighedstestamentet (The Testament of Love) – egentlig skrevet af Thomas Usk
- Jack Upland -- endnu lollardistisk satire
- God Spede the Plow – låner deler af Chaucers Munkens fortælling (Monk's Tale)

## Populærkulturelle referencer
I den amerikanske film A Knight's Tale (2001) spilles Geoffrey Chaucer af Paul Bettany, der fremstiller ham som en uhelbredelig ludoman, der bliver herold (budbringer) for hovedpersonen (en arbejdsløs væbner der udgiver sig for adelsmand, så han kan deltage i ridderturneringer). Filmen er delvis inspireret af Chaucers The Canterbury Tales, hvorfra to af dens bipersoner, Peter The Pardoner og Simon The Summoner, er hentet. Paul Bettany vandt en ALFS London Critics Circle Film Award som British Supporting Actor of the Year for sit spil som Geoffrey Chaucer, hans store gennembrud.
Månekrateret Chaucer er opkaldt efter Geoffrey Chaucer.

## Eksterne link
- Poems by Geoffrey Chaucer at PoetryFoundation.org
- Værker af Geoffrey Chaucer hos Project Gutenberg
- Chaucer's Official Life Arkiveret 9. oktober 2004 hos  Wayback Machine af James Root Hulbert.
- Tidlige udgaver af Chaucer
- BBC TVs bearbeidelse av bestemte deler av Canterbury-fortellingene
- Geoffrey Chaucer – Radio broadcast, In Our Time, 9. februar 2006, BBC Radio 4 radiosending (inkluderer link til ”Listen Again”)
- «Geoffrey Chaucer Hath a Blog» En blog for Chaucer-parodi
- The Canterbury Tales and Other Poems
- Chaucer's language: Glossary from the Canterbury Tales – Chaucers sprog; ordliste fra Canterbury-fortellingene.
- Troilus and Creseyde
- Biography resources dedicated to Geoffrey Chaucer Arkiveret 24. juni 2007 hos  Wayback Machine
- Chaucer Arkiveret 16. april 2007 hos  Wayback Machine hos The Online Library of Liberty.
- The Canterbury Tales: A Complete Translation into Modern English Arkiveret 28. september 2007 hos  Wayback Machine – Canterbury-fortællingerne i moderne engelsk udgave.

Uddannelsesinstitutioner
- Caxton's Chaucer Arkiveret 3. juli 2009 hos  hos Portugese Web Archive Komplett digitalisert tekster av Caxtons to tidligste utgaver av Canterbury-fortellingene fra British Library.
- Caxton's Canterbury Tales: The British Library Copies Arkiveret 25. maj 2007 hos  Wayback Machine En utgave online med komplette avskrifter og bilder tatt av HUMI Project.
- Chaucer Metapage Arkiveret 18. oktober 2007 hos  Wayback Machine – Projekt relateret til den 33. internationale kongres for middelalderstudier.
- Chaucer Page af Harvard University.
- Tre næsten samtidige portrætter af Chaucer
- Astronomi & astrologi i Chaucers værker Arkiveret 5. december 2012 hos  hos Archive.is